# Cristian Hidalgo
Cristian Hidalgo González (Barcelona, 1983. szeptember 21. –) spanyol labdarúgó. Jelenleg a  Hércules CF középpályása.

## Külső hivatkozás
- Adatlapja a Deportivo hivatalos honlapján.[halott link]